# Securitologia (pismo)
Securitologia. Zeszyty naukowe European Association for Security – interdyscyplinarne czasopismo naukowe poświęcone szeroko rozumianym problemom bezpieczeństwa jednostki i organizacji społecznych. Ukazuje się jako półrocznik od 2007 roku. Wydawcami czasopisma są: Collegium Civitas i European Association for Security. 